# Random Chimeragenesis on Transient Templates
Random chimeragenesis on transient templates (etwa: „Zufällige Erzeugung von gemischter DNA mit Hilfe transienter Vorlagen)“, kurz RACHITT, ist eine Methode, um Enzyme mit Hilfe von Rekombinationsvorgängen im Sinne einer gerichteten Evolution zu mutagenisieren.

## Funktionsweise
Die Methode ermöglicht die Rekombination homologer Gene verschiedener Organismen. Dazu werden die Gene mit Hilfe einer Desoxyribonuklease geschnitten und die entstehenden Fragmente nach der Länge aufgetrennt. Die Fragmente gewünschter Länge werden mit einem zu den Ausgangsgenen homologen RNA-Gerüst hybridisiert, nicht hybridisierte, überstehende Enden werden anschließend weggeschnitten und die Lücken zwischen den Fragmenten durch eine DNA-Polymerase und eine DNA-Ligase gefüllt.
Das RNA-Gerüst wird anschließend durch eine Ribonuklease abgebaut und die rekombinierte DNA für den folgenden Gebrauch mittels PCR vervielfältigt. Gegenüber anderen Methoden wie DNA-Shuffling fließt bei RACHITT kaum ein Hintergrund der eingesetzten Ursprungsgene (unshuffled Background) in die weiteren Arbeiten ein, da das verwendete RNA-Gerüst vor der PCR abgebaut wird.